# Campeonato Maltês de Futebol
A Premier League maltesa, conhecida como BOV Premier League por motivos comerciais, e coloquialmente conhecida como Il-Kampjonat, Il-Lig, ou Il-Premjer, é o nível mais alto da liga de futebol em Malta. A liga foi pela primeira vez competida em 1909. No sistema maltês de futebol, existem três divisões da Premier League, que são: a primeira, segunda e terceira divisão.
Antes de 1980, o nível mais alto da Liga Maltesa de Futebol era conhecida como Primeira Divisão, no entanto, ela foi renomeada para Premier League e tem permanecido desde então, com a Primeira Divisão (anteriormente conhecida como a Segunda Divisão) em um nível inferior.
A competição é baseada em duas partes. Durante cada temporada, que é realizada entre agosto e maio, na primeira fase todas as 10 equipes jogam umas contra as outras duas vezes. Quando cada clube tem jogado 18 jogos, a divisão é dividida em duas e os pontos são reduzidos para metade. As primeiras seis equipes participam do The Championship Pool e as últimos quatro equipes jogam a The Relegation Pool.
Com base no desempenho da liga, existem três faixas abertas para a entrada em competições organizadas mais amplo da UEFA. Vencedores do campeonato são inseridos na Primeira Rodada de qualificação da Liga dos Campeões. O vice-campeão e o terceiro lugar entram na Primeira Rodada de qualificação da Copa da UEFA. As duas últimas equipes da The Relegation Pool são rebaixados para a primeira divisão.
Além disso, um clube maltês qualifica para a Copa da UEFA se ganhar a Copa Maltesa. Este clube qualifica diretamente para a segunda rodada da Copa da UEFA.
Este ano, as 10 equipes participantes são: Birkirkara, Floriana F.C., Dingli Swallows, Hibernians, Marsaxlokk, Vittoriosa Stars, Qormi F.C., Sliema Wanderers, Tarxien Rainbows, Valletta F.C.

## Campeões
Aqui está uma lista completa dos últimos campeões da Premier League Maltesa.
| - 1909–10 Floriana - 1910–11 Não Realizada - 1911–12 Floriana - 1912–13 Floriana - 1913–14 Ħamrun Spartans - 1914–15 Valletta United - 1915–16 Não Realizada - 1916–17 St. George's - 1917–18 Ħamrun Spartans - 1918–19 King's Own Malta Regiment - 1919–20 Sliema Wanderers - 1920–21 Floriana - 1921–22 Floriana - 1922–23 Sliema Wanderers - 1923–24 Sliema Wanderers - 1924–25 Floriana - 1925–26 Sliema Wanderers - 1926–27 Floriana - 1927–28 Floriana - 1928–29 Floriana - 1929–30 Sliema Wanderers - 1930–31 Floriana - 1931–32 Valletta United - 1932–33 Sliema Wanderers - 1933–34 Sliema Wanderers - 1934–35 Floriana - 1935–36 Sliema Wanderers - 1936–37 Floriana - 1937–38 Sliema Wanderers - 1938–39 Sliema Wanderers - 1939–40 Sliema Wanderers - 1940–44 Não Realizada devida a Segunda Guerra Mundial - 1944–45 Valletta | - 1945–46 Valletta - 1946–47 Ħamrun Spartans - 1947–48 Valletta - 1948–49 Sliema Wanderers - 1949–50 Floriana - 1950–51 Floriana - 1951–52 Floriana - 1952–53 Floriana - 1953–54 Sliema Wanderers - 1954–55 Floriana - 1955–56 Sliema Wanderers - 1956–57 Sliema Wanderers - 1957–58 Floriana - 1958–59 Valletta - 1959–60 Valletta - 1960–61 Hibernians - 1961–62 Floriana - 1962–63 Valletta - 1963–64 Sliema Wanderers - 1964–65 Sliema Wanderers - 1965–66 Sliema Wanderers - 1966–67 Hibernians - 1967–68 Floriana - 1968–69 Hibernians - 1969–70 Floriana - 1970–71 Sliema Wanderers - 1971–72 Sliema Wanderers - 1972–73 Floriana - 1973–74 Valletta - 1974–75 Floriana - 1975–76 Sliema Wanderers - 1976–77 Floriana - 1977–78 Valletta - 1978–79 Hibernians | - 1979–80 Valletta - 1980–81 Hibernians - 1981–82 Hibernians - 1982–83 Ħamrun Spartans - 1983–84 Valletta - 1984–85 Rabat Ajax - 1985–86 Rabat Ajax - 1986–87 Ħamrun Spartans - 1987–88 Ħamrun Spartans - 1988–89 Sliema Wanderers - 1989–90 Valletta - 1990–91 Ħamrun Spartans - 1991–92 Valletta - 1992–93 Floriana - 1993–94 Hibernians - 1994–95 Hibernians - 1995–96 Sliema Wanderers - 1996–97 Valletta - 1997–98 Valletta - 1998–99 Valletta - 1999–00 Birkirkara - 2000–01 Valletta - 2001–02 Hibernians - 2002–03 Sliema Wanderers - 2003–04 Sliema Wanderers - 2004–05 Sliema Wanderers - 2005–06 Birkirkara - 2006–07 Marsaxlokk - 2007–08 Valletta - 2008–09 Hibernians - 2009–10 Birkirkara - 2010–11 Valletta - 2011–12 Valletta - 2012–13 Birkirkara - 2013–14 Valletta - 2014–15 Hibernians - 2015–16 Valletta - 2016–17 Hibernians - 2017–18 Valletta - 2018–19 Valletta - 2019–20 Floriana - 2020–21 Ħamrun Spartans - 2021–22 Hibernians - 2022/23 Ħamrun Spartans - 2023/24 Ħamrun Spartans |  |

### Desempenho por equipe
| Clube                      | Vencedores |
| -------------------------- | ---------- |
| Sliema Wanderers           | 26         |
| Floriana                   | 26         |
| Valletta                   | 25         |
| Hibernians                 | 13         |
| Ħamrun Spartans            | 10         |
| Birkirkara                 | 2          |
| Rabat Ajax                 | 2          |
| King's Own Malta Regiment† | 1          |
| Marsaxlokk                 | 1          |
| St. George's               | 1          |

†Clube extinto.

## Notáveis jogadores estrangeiros
| Goleiros (guarda-redes) | Goleiros (guarda-redes)    | Goleiros (guarda-redes) | Goleiros (guarda-redes) | Goleiros (guarda-redes) | Goleiros (guarda-redes) | Goleiros (guarda-redes) | Goleiros (guarda-redes) | Goleiros (guarda-redes) | Goleiros (guarda-redes) | Goleiros (guarda-redes) | Goleiros (guarda-redes) | Goleiros (guarda-redes) | Goleiros (guarda-redes) | Goleiros (guarda-redes) | Goleiros (guarda-redes) | Goleiros (guarda-redes) | Goleiros (guarda-redes) | Goleiros (guarda-redes) | Goleiros (guarda-redes) |
| ----------------------- | -------------------------- | --- | ----------------------- | ----------------------- | ----------------------- | ----------------------- | ----------------------- | ----------------------- | ----------------------- | ----------------------- | ----------------------- | ----------------------- | ----------------------- | ----------------------- | ----------------------- | ----------------------- | ----------------------- | ----------------------- | ----------------------- |
| Nacionalidade           | Nome do jogador            | Clube (s) e temporada |                         |                         |                         |                         |                         |                         |                         |                         |                         |                         |                         |                         |                         |                         |                         |                         |                         |
| Nigéria                 | Murphy Akanji              | Sliema Wanderers (2001–2008) |                         |                         |                         |                         |                         |                         |                         |                         |                         |                         |                         |                         |                         |                         |                         |                         |                         |
| Polónia                 | Andrzej Bledzewski         | Birkirkara (2006–2007) |                         |                         |                         |                         |                         |                         |                         |                         |                         |                         |                         |                         |                         |                         |                         |                         |                         |
| República do Congo      | Daniel Dengaky             | Ħamrun Spartans (2000–2004) |                         |                         |                         |                         |                         |                         |                         |                         |                         |                         |                         |                         |                         |                         |                         |                         |                         |
| Sérvia                  | Dejan Maksić               | Floriana (2008) |                         |                         |                         |                         |                         |                         |                         |                         |                         |                         |                         |                         |                         |                         |                         |                         |                         |
| Defensores              |                            | |                         |                         |                         |                         |                         |                         |                         |                         |                         |                         |                         |                         |                         |                         |                         |                         |                         |
| Nacionalidade           | Nome do jogador            | Clube (s) e temporada |                         |                         |                         |                         |                         |                         |                         |                         |                         |                         |                         |                         |                         |                         |                         |                         |                         |
| Itália                  | Cristiano Bergodi          | Sliema Wanderers (1999–2000) |                         |                         |                         |                         |                         |                         |                         |                         |                         |                         |                         |                         |                         |                         |                         |                         |                         |
| Itália                  | Mauro Di Lello             | Pietà Hotspurs (2000–2004), Sliema Wanderers (2005–2007)                                                                                           |                         |                         |                         |                         |                         |                         |                         |                         |                         |                         |                         |                         |                         |                         |                         |                         |                         |
| Argentina               | Pablo Doffo                | Hibernians (2006–2008), Floriana (2008–) |                         |                         |                         |                         |                         |                         |                         |                         |                         |                         |                         |                         |                         |                         |                         |                         |                         |
| Nigéria                 | Sunday Eboh                | Marsa (2001), Birkirkara (2001–2004), Floriana (2007–2008)                                                                                         |                         |                         |                         |                         |                         |                         |                         |                         |                         |                         |                         |                         |                         |                         |                         |                         |                         |
| Nigéria                 | Augustine Eguavoen         | Sliema Wanderers (1999–2001) |                         |                         |                         |                         |                         |                         |                         |                         |                         |                         |                         |                         |                         |                         |                         |                         |                         |
| República do Congo      | Riad Gango-Rtsa            | Floriana (2000–2007) |                         |                         |                         |                         |                         |                         |                         |                         |                         |                         |                         |                         |                         |                         |                         |                         |                         |
| Portugal                | Nuno Gomes                 | Marsaxlokk (2005–2006) |                         |                         |                         |                         |                         |                         |                         |                         |                         |                         |                         |                         |                         |                         |                         |                         |                         |
| Nigéria                 | Essien Mbong               | Hibernians (1998–2006), Marsa (2006–2007) |                         |                         |                         |                         |                         |                         |                         |                         |                         |                         |                         |                         |                         |                         |                         |                         |                         |
| Nigéria                 | Precious Monye             | Birkirkara (2003–2007), Ħamrun Spartans (2007–2008)                                                                                                |                         |                         |                         |                         |                         |                         |                         |                         |                         |                         |                         |                         |                         |                         |                         |                         |                         |
| Argentina               | Cesar Paiber               | Ħamrun Spartans (1992–1995), Ħamrun Spartans (2001–2002), Hibernians (2002–2004), Marsaxlokk (2004–2006)                                           |                         |                         |                         |                         |                         |                         |                         |                         |                         |                         |                         |                         |                         |                         |                         |                         |                         |
| Bulgária                | Nikola Slavtchev           | Zurrieq (1999–2000), Marsa (2001–2003), Marsaxlokk (2003–2004)                                                                                     |                         |                         |                         |                         |                         |                         |                         |                         |                         |                         |                         |                         |                         |                         |                         |                         |                         |
| Itália                  | Christian Terlizzi         | Pietà Hotspurs (2000) |                         |                         |                         |                         |                         |                         |                         |                         |                         |                         |                         |                         |                         |                         |                         |                         |                         |
| Bulgária                | Emil Yantchev              | Birkirkara (2005–2006), Marsa (2006–2007), Birkirkara (2007–2008)                                                                                  |                         |                         |                         |                         |                         |                         |                         |                         |                         |                         |                         |                         |                         |                         |                         |                         |                         |
| Meio-campistas          |                            | |                         |                         |                         |                         |                         |                         |                         |                         |                         |                         |                         |                         |                         |                         |                         |                         |                         |
| Nacionalidade           | Nome do jogador            | Clube (s) e temporada |                         |                         |                         |                         |                         |                         |                         |                         |                         |                         |                         |                         |                         |                         |                         |                         |                         |
| Alemanha                | Heiner Backhaus            | Valletta (2007–2008) |                         |                         |                         |                         |                         |                         |                         |                         |                         |                         |                         |                         |                         |                         |                         |                         |                         |
| Inglaterra              | Chris Bart-Williams        | Marsaxlokk (2005–2006) |                         |                         |                         |                         |                         |                         |                         |                         |                         |                         |                         |                         |                         |                         |                         |                         |                         |
| Itália                  | Massimo Beghetto           | Sliema Wanderers (2001–2002) |                         |                         |                         |                         |                         |                         |                         |                         |                         |                         |                         |                         |                         |                         |                         |                         |                         |
| Inglaterra              | Yala Bolasie               | Floriana (2007–2008) |                         |                         |                         |                         |                         |                         |                         |                         |                         |                         |                         |                         |                         |                         |                         |                         |                         |
| Nigéria                 | Ndubisi Chukunyere         | Hibernians (1997–2005), Valletta (2005–2006), Hibernians (2006–2008)                                                                               |                         |                         |                         |                         |                         |                         |                         |                         |                         |                         |                         |                         |                         |                         |                         |                         |                         |
| Tunísia                 | Ridha Dardouri             | Lija Athletic (1996–1997), Birkirkara (1997–1998), Sliema Wanderers (1998–1999), Naxxar Lions (1999–2000), Marsa (2001–2003), Floriana (2003–2004) |                         |                         |                         |                         |                         |                         |                         |                         |                         |                         |                         |                         |                         |                         |                         |                         |                         |
| Inglaterra              | Craig Dean                 | Valletta (2005–2006) |                         |                         |                         |                         |                         |                         |                         |                         |                         |                         |                         |                         |                         |                         |                         |                         |                         |
| Nigéria                 | Haruna Doda                | Birkirkara (2003–2005), Hibernians (2005–2006), Marsaxlokk (2006–2007)                                                                             |                         |                         |                         |                         |                         |                         |                         |                         |                         |                         |                         |                         |                         |                         |                         |                         |                         |
| Nigéria                 | Chima Dozie                | Sliema Wanderers (2000–2001), Naxxar Lions (2001–2002), St. Patrick (2004–2005)                                                                    |                         |                         |                         |                         |                         |                         |                         |                         |                         |                         |                         |                         |                         |                         |                         |                         |                         |
| República Tcheca        | Kamil Dvorak               | Valletta (2000–2002) |                         |                         |                         |                         |                         |                         |                         |                         |                         |                         |                         |                         |                         |                         |                         |                         |                         |
| Inglaterra              | Stanley Matthews           | Hibernians (1970–1971) |                         |                         |                         |                         |                         |                         |                         |                         |                         |                         |                         |                         |                         |                         |                         |                         |                         |
| Inglaterra              | Tony Morley                | Ħamrun Spartans (1990) |                         |                         |                         |                         |                         |                         |                         |                         |                         |                         |                         |                         |                         |                         |                         |                         |                         |
| República do Congo      | Rufin Oba                  | Floriana (1997–2002), Birkirkara (2002–2003), Floriana (2005–2006)                                                                                 |                         |                         |                         |                         |                         |                         |                         |                         |                         |                         |                         |                         |                         |                         |                         |                         |                         |
| Bulgária                | Milen Penchev              | Valletta (2002–2006) |                         |                         |                         |                         |                         |                         |                         |                         |                         |                         |                         |                         |                         |                         |                         |                         |                         |
| Bósnia e Herzegovina    | Sinisa Radak               | Naxxar Lions (1995–1999), Valletta (1999–2000), Ħamrun Spartans (2000–2002)                                                                        |                         |                         |                         |                         |                         |                         |                         |                         |                         |                         |                         |                         |                         |                         |                         |                         |                         |
| Brasil                  | André Rocha da Silva       | Floriana (2003–2006), Marsaxlokk (2006–2008), Hibernians (2006–2007), Sliema Wanderers (2007–2008), Msida Saint-Joseph (2008–)                     |                         |                         |                         |                         |                         |                         |                         |                         |                         |                         |                         |                         |                         |                         |                         |                         |                         |
| República Tcheca        | Zdeněk Svoboda             | Sliema Wanderers (2006–2007) |                         |                         |                         |                         |                         |                         |                         |                         |                         |                         |                         |                         |                         |                         |                         |                         |                         |
| Lituânia                | Donatas Vencevičius        | Marsaxlokk (2003–2004) |                         |                         |                         |                         |                         |                         |                         |                         |                         |                         |                         |                         |                         |                         |                         |                         |                         |
| Atacantes               |                            | |                         |                         |                         |                         |                         |                         |                         |                         |                         |                         |                         |                         |                         |                         |                         |                         |                         |
| Nacionalidade           | Nome do jogador            | Clube (s) e temporada |                         |                         |                         |                         |                         |                         |                         |                         |                         |                         |                         |                         |                         |                         |                         |                         |                         |
| Nigéria                 | Olumuyiwa Aganun           | Msida Saint-Joseph (2003–2004) |                         |                         |                         |                         |                         |                         |                         |                         |                         |                         |                         |                         |                         |                         |                         |                         |                         |
| Argentina               | Julio Alcorsé              | Hibernians (2007–), Marsaxlokk (2007–) |                         |                         |                         |                         |                         |                         |                         |                         |                         |                         |                         |                         |                         |                         |                         |                         |                         |
| Nigéria                 | Peter Anizoba              | St. Patrick (2004–2005) |                         |                         |                         |                         |                         |                         |                         |                         |                         |                         |                         |                         |                         |                         |                         |                         |                         |
| Nigéria                 | Ibrahim Babatunde          | Msida Saint-Joseph (2005–2007) |                         |                         |                         |                         |                         |                         |                         |                         |                         |                         |                         |                         |                         |                         |                         |                         |                         |
| Nigéria                 | Ikechukwu Chibueze         | Mosta (2005–2006) |                         |                         |                         |                         |                         |                         |                         |                         |                         |                         |                         |                         |                         |                         |                         |                         |                         |
| Países Baixos           | Jordi Cruyff               | Valletta (2009–) |                         |                         |                         |                         |                         |                         |                         |                         |                         |                         |                         |                         |                         |                         |                         |                         |                         |
| Bulgária                | Martin Deanov              | Pietà Hotspurs (1999–2000), Pietà Hotspurs (2005–2008)                                                                                             |                         |                         |                         |                         |                         |                         |                         |                         |                         |                         |                         |                         |                         |                         |                         |                         |                         |
| Brasil                  | Eduardo do Nascimento      | Floriana (2000–2002), Sliema Wanderers (2002–2003), Floriana (2003–2005), St. George's (2006–2007)                                                 |                         |                         |                         |                         |                         |                         |                         |                         |                         |                         |                         |                         |                         |                         |                         |                         |                         |
| Sérvia                  | Danilo Doncic              | Valletta (1994–1997), Sliema Wanderers (2001–2006)                                                                                                 |                         |                         |                         |                         |                         |                         |                         |                         |                         |                         |                         |                         |                         |                         |                         |                         |                         |
| Nigéria                 | Alfred Effiong             | St. George's (2006–2007), Ħamrun Spartans (2007–2008), Qormi (2008–)                                                                               |                         |                         |                         |                         |                         |                         |                         |                         |                         |                         |                         |                         |                         |                         |                         |                         |                         |
| Brasil                  | Wendell Gomes              | Marsaxlokk (2005–2006), Floriana (2006–2007), Marsaxlokk (2007–2008)                                                                               |                         |                         |                         |                         |                         |                         |                         |                         |                         |                         |                         |                         |                         |                         |                         |                         |                         |
| Sérvia                  | Nebjosa Jankovic           | Birkirkara (1994–1995), Tarxien Rainbows (1997–1998), Naxxar Lions (2000–2001)                                                                     |                         |                         |                         |                         |                         |                         |                         |                         |                         |                         |                         |                         |                         |                         |                         |                         |                         |
| Inglaterra              | Paul Mariner               | Naxxar Lions (1990–1991) |                         |                         |                         |                         |                         |                         |                         |                         |                         |                         |                         |                         |                         |                         |                         |                         |                         |
| Argentina               | Omar Sebastián Monesterolo | Valletta (2005–2006), Valletta (2006–2007), Valletta (2007–)                                                                                       |                         |                         |                         |                         |                         |                         |                         |                         |                         |                         |                         |                         |                         |                         |                         |                         |                         |
| República Tcheca        | Pavel Mraz                 | Sliema Wanderers (1997–1998), Valletta (1998–2002)                                                                                                 |                         |                         |                         |                         |                         |                         |                         |                         |                         |                         |                         |                         |                         |                         |                         |                         |                         |
| Nigéria                 | Daniel Nwoke               | Naxxar Lions (2001–2002), Msida Saint-Joseph (2003–2007)                                                                                           |                         |                         |                         |                         |                         |                         |                         |                         |                         |                         |                         |                         |                         |                         |                         |                         |                         |
| Nigéria                 | Uwa Ogbodo                 | Xghajra Tornadoes (1997–1998), Sliema Wanderers (1998–2000), Marsaxlokk (2002–2003)                                                                |                         |                         |                         |                         |                         |                         |                         |                         |                         |                         |                         |                         |                         |                         |                         |                         |                         |
| Nigéria                 | Chris Oretan               | Naxxar Lions (1998–2000), Valletta (2000–2003), Valletta (2004–2005)                                                                               |                         |                         |                         |                         |                         |                         |                         |                         |                         |                         |                         |                         |                         |                         |                         |                         |                         |
| Sérvia                  | Igor Stefanovic            | Floriana (1994–1996), Floriana (1997–1998), Birkirkara (1998–1999), Naxxar Lions (1998–1999), Gozo (1999–2000), Marsa (2001–2002)                  |                         |                         |                         |                         |                         |                         |                         |                         |                         |                         |                         |                         |                         |                         |                         |                         |                         |
| Nigéria                 | Frank Temile               | Valletta (2007–2008) |                         |                         |                         |                         |                         |                         |                         |                         |                         |                         |                         |                         |                         |                         |                         |                         |                         |